# Serhat Teoman
Serhat Teoman (Esmirna, 4 de junio de 1983) es un actor turco de televisión, cine y teatro.

## Biografía
Teoman se graduó de la Universidad Eylül 9, Facultad de Bellas Artes, Artes Escénicas y Actuación. Recibió su maestría del Departamento de Teatro de la Universidad Mimar Sinan y ha estado involucrado en la industria de la televisión desde principios de la década de 2000.  
En 2016 participó en la serie Anne interpretando a un joven comisario.

## Filmografía

### Series
| Año       | Título               | Rol                | Cadena  |
| --------- | -------------------- | ------------------ | ------- |
| 2020-     | Menajerimi Ara       | Serkan             | Star Tv |
| 2019-2020 | Çocuk                | Ali Kemal Karasu   | Star Tv |
| 2018-2019 | Kızım                | Cemal              | Tv8     |
| 2017      | Anne                 | Comisario          | Star Tv |
| 2016      | Kaçın Kurası         | Barış              | Atv     |
| 2015      | Acil Aşk Aranıyor    | Sinan              | Show TV |
| 2015      | Acil Servis          | Sinan              | Show TV |
| 2013      | Bugünün Saraylısı    | Savaş Ataman       | Atv     |
| 2012-2013 | Kuzey Güney          | Burak Çatalcalı    | Kanal D |
| 2011      | Gün Akşam Oldu       | Tarık              | Show TV |
| 2010      | Bitmeyen Şarkı       | Mesut              | Atv     |
| 2009      | Uygun Adım Aşk       | Selçuk             | Fox Tv  |
| 2008      | Gece Gündüz          |                    | Kanal D |
| 2008      | Hepimiz Birimiz İçin | Egemen             | Kanal D |
| 2008      | Kız Takımı           | Tolga              | Fox Tv  |
| 2007      | Avrupa Yakası        | Alican'ın arkadaşı | Atv     |
| 2007      | Yemin                | Ali Sonat          | Fox Tv  |
| 2006      | Yalancı Yarim        | Cenk               | Star Tv |
| 2005      | Kanlı Düğün          | İlker              | Show TV |
| 2003      | Kurşun Yarası        |                    | Atv     |

### Cortometrajes
- Randevu
- Aşkın Dört Kuralı
- Tutulma
- Son Karar